# Сиутат Эспортива Жоан Гампер
«Сиутат Эспортива Жоан Гампер» (кат. Ciutat Esportiva Joan Gamper) — спортивный комплекс  футбольного клуба «Барселона», открытый 1 июня 2006 года.
Расположен в городе Сан-Жоан-Деспи около Барселоны, с общей площадью 136839 м², он располагает инфраструктурой по подготовке первой, второй и нижних составов ФК Барселоны. Комплекс состоит из девяти футбольных полей, тренировочного лагеря для вратарей на натуральном газоне и спортивного павильона.
Руководство клуба преподносит данный комплекс как Ла Масия XXI века.
На его полную реализацию выделено 8,8 млн. €, что найдёт отражение в постройке 6000 квадратных метров, при этом сюда будут входить расходы на закупку мебели и систему очистки воды. Для реализации столь масштабного проекта ФК Барселона заключил контракт со строительной компанией FCC, которая развернула строительство комплекса в феврале 2010 года и планирует завершить его 21 января 2011 года.

## Хронология
- 1980—1981: под руководством Президента клуба Хосепа Луиса Нуньеса начинается проектирование Sports City.
- 1989: приобретён участок земли под строительство комплекса.
- Ноябрь 2000: при Президенте Жоане Гаспарте решено, что спортивный комплекс будет назван в честь основателя клуба Жоана Гампера.
- Декабрь 2000: заложен первый камень.
- Июль 2001: Женералитет Каталонии дает разрешение на строительство.
- Июль 2003: Президент Жоан Лапорта решает приостановить работы, чтобы инвестировать средства в основную команду.
- Июль 2004: строительство возобновлено.
- Май 2006: проводятся первые тренировки.
- 1 июня 2006: официальное открытие комплекса.
- Январь 2009: основная команда проводит полноценные тренировки.
- Январь 2011: открытие новой Ла Масии.

## Инфраструктура
- Поле 1: Футбол для 11 ч-к (105 х 68 метров). Натуральный газон. Вместимость 1400 зрителей.
- Поле 2: Футбол 11 (105 х 65 метров). Натуральный газон. Вместимостью 400 зрителей.
- Поле 3: Футбол 11 (105 х 65 метров). Натуральный газон.
- Поле 4: Футбол 11 (105 х 65 метров). Натуральный газон.
- Поле 5: Футбол 11 (105 х 65 метров). Искусственный газон.
- Поле 6: Футбол 7 (55 х 38 метров). Искусственный газон.
- Поле 7: Футбол 11 (105 х 68 метров). Натуральный газон. Вместимость 1750 зрителей.
- Поле 8: Футбол 11 (105 х 65 метров). Искусственный газон. Вместимостью 950 зрителей.
- Поле 9: Футбол 11 (105 х 65 метров). Искусственный газон.
- Вратарская зоны: Зона по обучению вратарей с натуральным газоном.
- Спортивный центр: включает три корта по баскетболу, волейболу, гандболу и футзалу. Трибуны вмещают 472 зрителя.
- Строительство трибуны
- Строительство раздевалки и других сервисных помещений.

## Будущее
Кроме этого, руководство клуба приобрело 27,8 га земли в муниципалитете Виладеканс, в столичном районе каталонской столицы, на сумму 18 млн евро. Каталонский клуб приобрел земли, расположенный недалеко от области, известной как El Estany del Remolar, между шоссе Castelldefels, аэропортом и окончанием морской государственной земли данного муниципалитета.
Таким образом, в будущем каталонский клуб может построить объект, который дополнит или значительно превзойдёт Сьюдад Депортива Жоан Гампер, так как площадь недавно приобретенной земли примерно в два раза больше площади спортивного комплекса в Сан-Жоан-Деспи (la Ciudad Deportiva de San Juan Despí).

## Адрес
Avenida del Sol, s/n
CP: 08790
San Juan Despí (Барселона)